# Teritoriile Ucrainei ocupate temporar

Teritoriile Ucrainei ocupate temporar

„Teritoriile Ucrainei ocupate temporar” (în ucraineană тимчасово окупована територія України, tymchasovo okupovana terytoriia Ukrainy) sunt teritorii cu un statut juridic stabilit ca atare de legislația ucraineană în urma ocupației acestora de forțe militare ruse și pro-ruse și pierderea controlului asupra acestora de către Guvernul Ucrainei. Teritoriile (în 2021) sunt regiunile Donețk și Luhansk și Republica Autonomă Crimeea din peninsula Crimeea. Situația în ceea ce privește peninsula Crimeea este mai complexă deoarece Rusia a anexat ilegal teritoriul în martie 2014 și îl administrează acum ca doi subiecți federali - Republica Crimeea și orașul federal Sevastopol. Ucraina continuă să revendice Crimeea ca parte integrantă a teritoriului său, susținută de majoritatea guvernelor străine și de Rezoluția 68/262 a Adunării Generale a Națiunilor Unite, deși Rusia și alte state membre ale ONU recunosc Crimeea ca parte a Federației Ruse sau au și-a exprimat sprijinul pentru referendumul din Crimeea din 2014. În 2015, Parlamentul Ucrainei a stabilit oficial data de 20 februarie 2014 ca data „începutului ocupației temporare a Crimeii și a Sevastopolului de către Rusia”.
Alte teritorii ocupate includ obiective din Marea Neagră: Platforma de foraj V-312 "Piotr Godovaneț" și Platforma de foraj V-319 "Ucraina", ocupate din 19 februarie 2014.
Regimul juridic al teritoriului ocupat temporar este stabilit de Legea Ucrainei "cu privire la asigurarea drepturilor și libertăților cetățenilor și a regimului juridic pe teritoriul ocupat temporar al Ucrainei" cu clarificări cu privire la Legea privind suveranitatea Ucrainei asupra Donbasului.
La 7 februarie 2019, Decretul președintelui Ucrainei a stabilit cu exactitate coordonatele geografice ale liniei de demarcație din Donbas și lista teritoriilor ocupate temporar în Donbas.
La 24 martie 2021, președintele ucrainean Volodîmîr Zelenski a semnat Decretul 117/2021 prin care s-a aprobat „strategia de eliberare și reintegrare” a teritoriilor ocupate de ruși din Republica Autonomă Crimeea și orașul Sevastopol.
Rusia urmărește o politică de rusificare forțată a teritoriilor ucrainene pe care le ocupă: școlile predau exclusiv în limba rusă, chiar și în așezările în întregime vorbitoare de ucraineană, iar manualele ucrainene sunt interzise. Potrivit unui raport al organizației pentru drepturile omului Human Rights Watch, Rusia îndoctrinează școlarii din teritoriile ocupate cu propagandă antiucraineană, iar oficialii ruși au luat și continuă să ia măsuri pentru a elimina limba ucraineană, încălcând o serie de dispoziții ale dreptului internațional.

## Tabel cu teritoriile Ucrainei ocupate temporar

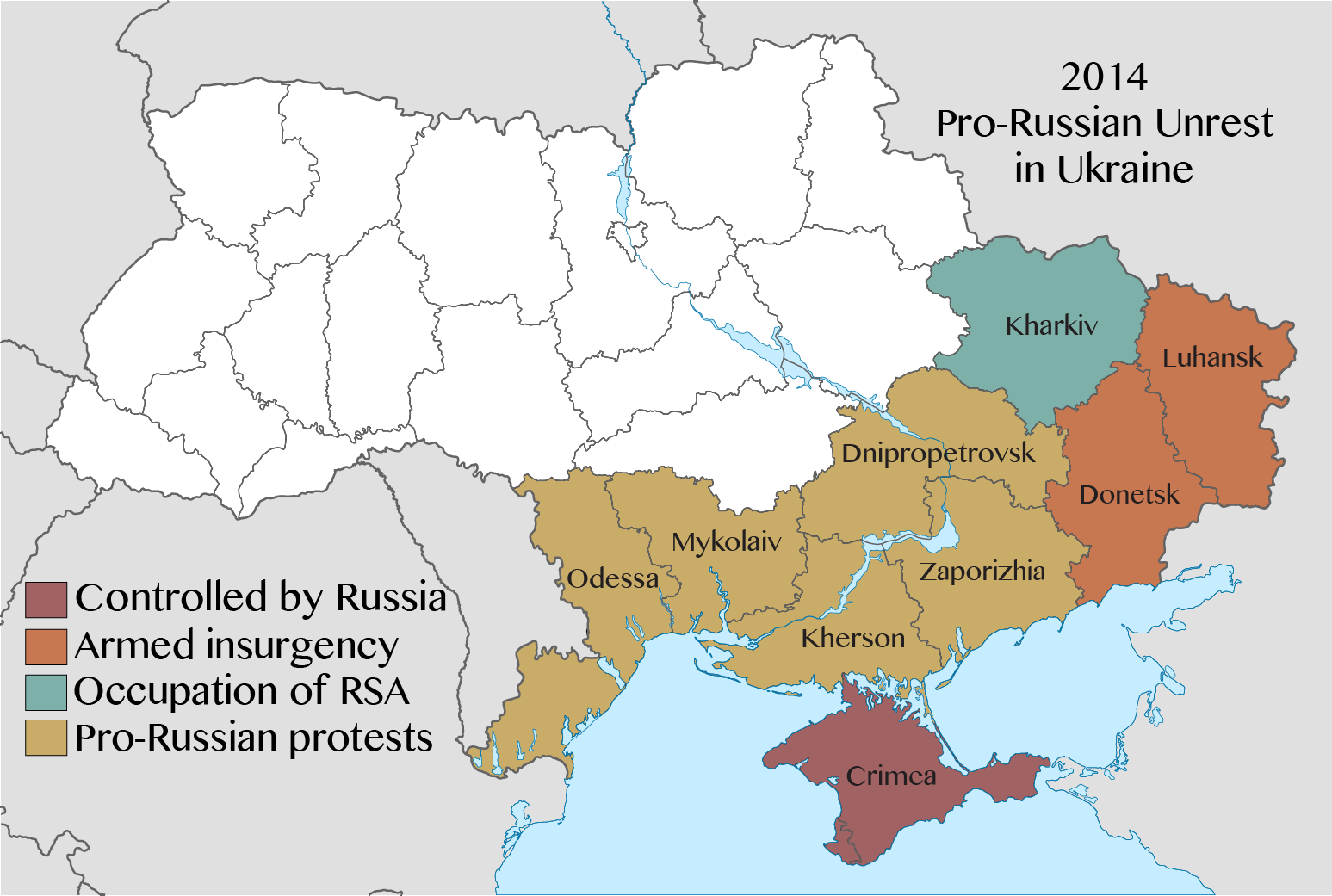

### Nerecuperate
| Denumire teritoriu în limba română         | Denumire teritoriu în limba ucraineană  | Perioadă                    | Populație |
| ------------------------------------------ | --------------------------------------- | --------------------------- | --------- |
| Republica Autonomă Crimeea                 | Автономна Республіка Крим               | 20 februarie 2014 — prezent | 1.968.550 |
| Consiliul Local Sevastopol                 | Севастопольська міська рада             | 20 februarie 2014 — prezent | 385.998   |
| Regiunea Donețk • Consiliul Local Donețk   | Донецька область • Донецька міськрада   | 6 aprilie 2014 — prezent    |           |
| Regiunea Luhansk • Consiliul Local Luhansk | Луганська область • Луганська міськрада | 29 aprilie 2014 — prezent   |           |
| Platforma de foraj V-312 "Piotr Godovaneț" | бурова вишка В-312 «Петро Годованець»   | 19 februarie 2014 — prezent |           |
| Platforma de foraj V-319 "Ucraina"         | бурова вишка В-319 «Україна»            | 19 februarie 2014 — prezent |           |

### Recuperate
| Denumire teritoriu în limba română                             | Denumire teritoriu în limba ucraineană       | Perioadă                           | Populație |
| -------------------------------------------------------------- | -------------------------------------------- | ---------------------------------- | --------- |
| Consiliul Local Avdiivka, Regiunea Donețk                      | Авдіївська міська рада                       | 28 aprilie 2014 — 30 iulie 2014    |           |
| Consiliul Local Bahmut, Regiunea Donețk                        | Бахмутська міська рада                       | 24 aprilie 2014 — 6 iulie 2014     |           |
| Consiliul Local Drujkivka, Regiunea Donețk                     | Дружківська міська рада                      | 12 aprilie 2014 — 5 iulie 2014     |           |
| Consiliul Local Kosteantînivka, Regiunea Donețk                | Костянтинівська міська рада                  | 28 aprilie 2014 – 5 iulie 2014     |           |
| Consiliul Local Kramatorsk, Regiunea Donețk                    | Краматорська міська рада                     | 12 aprilie 2014 – 5 iulie 2014     |           |
| Consiliul Local Mariupol, Regiunea Donețk                      | Маріупольська міська рада                    | 13 aprilie 2014 – 13 iunie 2014    |           |
| Consiliul Local Lîman, Regiunea Donețk                         | Лиманська міська рада                        | 12 aprilie 2014 – 5 iunie 2014     |           |
| Consiliul Local Slaviansk, Regiunea Donețk                     | Слов'янська міська рада                      | 12 aprilie 2014 – 5 iulie 2014     |           |
| Consiliul Local Toreţ, Regiunea Donețk                         | Торецька міська рада                         | 15 aprilie 2014 – 21 iulie 2014    |           |
| Consiliul Local Lîsîceansk, Regiunea Luhansk                   | Лисичанська міська рада                      | 22 mai 2014 – 24 iulie 2014        |           |
| Consiliul Local Rubijne, Regiunea Luhansk                      | Рубіжнянська міська рада                     | 22 mai 2014 – 21 iulie 2014        |           |
| Consiliul Local Sievierodonețk, Regiunea Luhansk               | Сєвєродонецька міська рада                   | 7 mai 2014 – 22 iulie 2014         |           |
| partea de sud a consiliului satului Strilkî, Regiunea Herson   | південна частина Стрілківської селищної ради | 15 martie 2014 – 10 decembrie 2014 |           |
| partea de sud a consiliului satului Ceaplînka, Regiunea Herson | південна частина Чаплинської селищної ради   | 15 martie 2014 – 10 decembrie 2014 |           |
| partea de sud a Consiliului Satului Cionhar, Regiunea Herson   | південна частина Чонгарської сільської ради  | 10 martie 2014 – 9 decembrie 2014  |           |